# Elsa Ullmann
Elsa Ullmann (* 20. Februar 1911 in Potsdam; † 24. Januar 2010 in München)  war eine deutsche Pharmazeutin. Sie war die erste deutsche Professorin und Mentorin der deutschen Pharmazeutischen Technologie. Außerdem förderte sie den Aufbau der Abteilung für Pharmazeutische Technologie im Münchner Institut für Pharmazie und Lebensmittelchemie.

## Leben
Ullmann verbrachte ihre Schulzeit in Potsdam und machte 1930 das Abitur. Im Januar 1931 begann sie in Bartenstein ein Praktikum in einer Apotheke. In Königsberg legte sie im Dezember 1932 das Vorexamen ab und in ihrer Heimatstadt Potsdam das vorgeschriebene Jahr als vorexaminierte Assistentin. Anschließend begann Elsa Ullmann im Sommersemester 1934 das Studium der Pharmazie an der Friedrich-Wilhelms-Universität Berlin. Die damaligen Institutsdirektoren waren Carl Mannich und Hans Paul Kaufmann.
Ullmann legte im März 1936 ihr Pharmazeutisches Staatsexamen ab. 1939 bewarb sie sich auf eine außerordentliche Assistentenstelle an der Pharmazeutischen Abteilung des Chemischen Institutes der Universität Tübingen und begann dort ihre Doktorarbeit über Lipasen in höheren Pflanzen bei Eugen Bamann. Neben ihrer wissenschaftlichen Arbeit war Elsa Ullmann von 1939 bis 1941 Unterrichtsassistentin, betreute das analytisch-chemische Praktikum und beteiligte sich am Einbau der Pharmazeutischen Technologie in den Unterricht.
Die Weiterbildung während ihrer Doktorarbeit erhielt Ullmann in Tübingen durch den Chemiker Wilhelm Schlenk. Nach Beginn des Zweiten Weltkrieges erweiterte sich für sie die Unterrichtstätigkeit im Fach Galenik und im chemischen Praktikum. Im Oktober 1941 promovierte Ullmann in Tübingen mit der Arbeit „Untersuchungen über die Lipase höherer Pflanzen“. 1941 folgte sie Eugen Bamann an das Pharmazeutische Institut der Universität Prag, wo sie als wissenschaftliche Assistentin bis zum 30. April 1945 tätig war.
Nach der Übergabe des Pharmazeutischen Institutes an die Tschechen nach Ende des Zweiten Weltkrieges wurden Eugen Bamann und Elsa Ullmann verhaftet und in Gefangenschaft gesetzt. Im April 1946 wurde sie aus der Gefangenschaft entlassen und zog nach Kassel zu Verwandten und arbeitete als „Chemist“ im amerikanischen General Hospital. Danach wurde Elsa Ullmann Praktikantin bei der amtlichen Untersuchungsstelle für Lebensmittel am landwirtschaftlichen Untersuchungsamt in Kassel-Harleshausen.
Im Sommersemester 1948 trat Ullmann eine Stelle als wissenschaftliche Assistentin an der Ludwig-Maximilians-Universität in München an. Dort organisierte und half sie mit beim Aufbau des zerstörten Instituts für Pharmazie und Lebensmittelchemie und hielt zahlreiche Praktika und Vorlesungen für die Studenten ab. 1951 verfasste sie zusammen mit Eugen Bamann das Lehrbuch Chemische Untersuchung von Arzneigemischen, Arzneispezialitäten und Giftstoffen. 1953 wurde Ullmann zur Oberassistentin ernannt, habilitierte im gleichen Jahr mit der Arbeit „Pflanzliche Lipasen“ für Pharmazeutische Technologie und wurde zur Privatdozentin ernannt. Damit war sie die erste Habilitandin in der BRD auf diesem Gebiet.
Im Mai 1956 wurde Ullmann Vorstand der Abteilung für Pharmazeutische Technologie am Münchener Universitätsinstitut für Pharmazie und Lebensmittelchemie. 1961 erfolgte die Ernennung zur außerplanmäßigen Professorin. 1977 übernahm sie dort den Lehrstuhl für Pharmazeutische Technologie. Ihr Hauptarbeitsgebiet waren pharmazeutische Hilfsstoffe. Im Frühjahr 1979 endeten für sie die amtlichen Verpflichtungen in der Abteilung für Pharmazeutische Technologie am Institut für Pharmazie und Lebensmittelchemie der Universität München.
Zur Erinnerung an ihr Ehrenmitglied Elsa Ullmann stiftete die Deutsche Pharmazeutische Gesellschaft 2013 die Elsa-Ullmann-Medaille für Mitglieder, die sich in besonderer Weise um die Weiterentwicklung des pharmazeutischen Berufsstands verdient gemacht haben.